# Benjamin Hornigold
Benjamin Hornigold, född 1680 i England, död 1719 någonstans mellan Bahamas och Nya Spanien, var en engelsk pirat under tidigt 1700-tal.

## Biografi
Hornigolds skepp var startpunkten för många välkända pirater. Liksom många karibiska pirater tjänstgjorde han tidigare på en engelsk kapare under spanska tronföljdskriget.
Hornigold var känd för att vara mindre grym än de flesta. Ett av hans offer berättade hur deras skepp bordades av Hornigolds pirater, väl ombord bad Hornigold om att få besättningens hattar. Han förklarade att piraterna hade blivit fulla natten före och kastat sina egna hattar överbord. När han fått det han begärt lämnade han skeppet i fred.
Hornigold lämnade New Providence Island i Bahamas tillsammans med Edward Teach,[källa behövs] senare känd som Svartskägg, under 1717 plundrade de sex skepp utanför den amerikanska kusten och fortsatte sedan till Karibien. Vid årets slut hade de båda kapat ett franskt skepp lastat med guld, juveler och andra skatter. Efter att ha delat bytet gick de skilda vägar.
Svartskägg reste till Nordamerika och Hornigold till New Providence. När Woodes Rogers blev guvernör på Bahamas bad Hornigold om nåd, vilket beviljades. Rogers beordrade Hornigold att jaga pirater, några av de han satte fast var Stede Bonnet och Charles Vane.
Omkring 1719 sändes Hornigold till Mexiko på en handelsresa, hans skepp gick på ett rev långt från land som inte fanns med på kartan och hela besättningen förutsattes förlorad till sjöss.